# یاروچیتسه
یاروچیتسه (به لاتین: Jarocice) یک روستا در لهستان است که در گمینا بوژنگن واقع شده‌است. یاروچیتسه ۱۶۷ نفر جمعیت دارد.